# Юг
 За къмпинг Юг вижте Юг (къмпинг).  
Юг е една от четирите главни посоки на света. Намира се в гръб на наблюдател застанал с лице, обърнато в посока север. Означава се: на български с Ю, на английски с S (south), на руски с Ю (юг) и на немски с S (süden).